# Orsinijev atentat
Orsinijev atentat ili Orsinijeva afera je naziv za neuspešni pokušaj atentata te diplomatske, političke i pravne posledice istog u sklopu kojega je italijanski republikanac Feliče Orsini pokušao da ubije Napoleona III i caricu Evgeniju. Neuspeli atentat je izveden 14. januara 1858. ispred zgrade pariske opere, a Orsini je imao podršku italijanskih nacionalista i engleskih radikala. 

## Pozadina atentata
Ideološka osnovu atentata treba se tražiti u Risorgimentu. Naime, pobornici italijanskog ujedinjenja smatrali su kako Napoleon III blokira njihova nastojanja te je tako, u kontekstu njihovih krugova, atentat bio legitimno sredstvo. Uz sve to, Napoleonu su zamerali i to što je odustao od svojih karbonarskih ideala koje je gajio u mladosti. Risorgimento je naišao na podršku među brojnim intelektualcima, ali i nasilnim ekstremistima. 
Jedan od vođa italijanskog ujedinjenja, nacionalista Đuzepe Macini delovao je u Londonu, gde je radio na mreži aktivista sklonih ujedinjenju Italije. U Londonu su u to vreme živeli i Aleksandar Avgust Ledru-Rolin, Lajoš Košut i Aleksandar Hercen. Veliki broj stranih revolucionara u Londonu bio je posledica tadašnje britanske politike, koja je smatrala da svakoj političkoj izbeglici treba dati azil, a sve do 1905. službeni London uopšte nije registrovao svoje imigrante. Orsinijeva afera bio je velik test te politike. Napoleon III je već neko vreme sumnjao kako Macini i Ledru-Rolin pokušavaju da organizuju atentat na njega, ali kako je britanski zakon o urotama to delo klasifikovao kao prekršaj, osumnjičeni nisu mogli biti izručeni. Orsinijev pokušaj bio je najnedavniji pokušaj. 
Feliče Orsini je bio popularan predavač u Engleskoj i Škotskoj u to doba, a u zaveri su mu se pridružili Điovani Andrea Pjetri i Karlo de Rudio, takođe Italijani koji su u engleskoj bili znani kao profesori jezika. Orsini je u Engleskoj, kao plaćeni agent Đuzepea Macinija, imao celi niz kontakata, ali je već 1857. bilo znano da se Orsini odvojio od Macinija. U narednom periodu, Orsini od Vilijama Metju Vilijamsa uči o eksplozivima, a ubrzo u svoju zaveru okuplja nove članove - Tomas Olsop, Džordž Džejkob Holjoak, Dž. D. P. Hodž i francuski socijalista Sajmon Fransoa Bernard. 
Olsop je od jedne kompanije u Birmingenu naručio izradu „Orsinijevih bombi”, a koje su ubrzo testirane u Engleskoj. Olsop je takođe pronašao stari britanski pasoš za Orsinija kako bi ovaj mogao da otputuje u Francusku. Sve je bilo spremno za atentat. 

## Atentat
Dana 14. januara 1858, u večernjim satima, car Napoleon III i carica Evgeniju vozili su se kočijom kroz rue Le Peletjer prema zgradi Pariske opere. Pre nego su došli do svoje destinacije, kočiju je presrela grupa atentatora koji su bacili tri male bombe na istu. Metalni fragmenti bombe raspršili su se svuda po ulici, a udar od eksplozije je ugasio sve plinske svetiljke u okolini i ulicu bacio u potpuni mrak. Bio je to krajnje nemaran napad koji je za posledicu imao smrt osam osoba i 148 povređenih, dok je meta napada je prošla bez povreda. Naime, uprkos velikoj šteti na kočiji, car i carica su prošli bez ozleda. 
Četvorica atentatora su ubrzo uhapšena, a deo njih je uspeo da pobegne iz zemlje. Ubrzo se ispostavilo kako se radi o italijanskim nacionalistima. Orsini i Pjeri su izvedeni pred sud gde su osuđeni na smrt. Orsini je za sobom ostavio detaljni testament i dva pisma upućena Napoleonu III, od kojih je jedno pročitano na sudu, a drugo objavljeno nakon Orsinijeve smrti. Giljotinirani su 13. marta 1858. godine. De Rudio i Antonio Gomez su osuđeni na teški rad u prekookeanskim kolonijama.

## Posledice
Orsinijeva afera imala je teške posledice po anglo-francuske odnose i britansku unutrašnju politiku. Vlada Lorda Palmerstona je gotovo odmah pala, a grof Aleksandar Kolona-Valevski je odmah poslao depešu u London tražeći da Britanija reformira svoje pravo azila. U Engleskoj je vladala bojazan od moguće francuske invazije tako da su tokom narednih godina obrambene mere bile pooštrene. S druge strane, Napoleon III se nedugo nakon ovog pokušaja sastao s Kavurom i dogovorio formalnu francusku podršku italijanskom ujedinjenju, nešto o čemu su se tajno dogovorili još na Pariskom kongresu 1856. godine. Savremeni komentatori, upravo zbog ovog, smatraju kako je Orsinijev atentat iz političkog aspekta bio uspešan. U avgustu 1858, kraljica Viktorija i princ Albert posetili su cara i caricu u Šerburu, što se smatralo formalnim činom pomirenja. 
U Britaniji je došlo do cele serije suđenja, koja je započeo smenjeni Lord Palmerston, a nastavio ih njegov naslednik, Lord Derbi. Stvorena je frankofobna atmosfera, a tadašnji francuski ambasador u Londonu je smenjen zbog vođenja preagresivne diplomacije. Među osobama koje su završile pred sudom bili su Sajmon Fransoa Bernard, kojega je porota oslobodila uprkos sudijine preporuke da bude osuđen, Edvard Trulav, izdavač koji je objavio pamflet Vilijama Edvijan Adamsa u kojem ovaj brani Orsinija, a koji je optužen za kriminalno blaćenje te Volter Savidž Landor. Među osumnjičenima za učestvovanje u zaveri bio je i Orsinijev prijatelj Čarls Avgust Hovel, koji je nešto ranije napustio zemlju. 
Orsinijev atentat bio je inspiracija za kasnije slične pokušaje. Godine 1861, Osakr Beker je rekao kako ga je upravo Orsini inspirirao da pokuša da ubije pruskog kralja Vilhelma I, a isto je rekao i Ferdinand Kohen-Blajnd, koji je 1866. pokušao da ubije Ota fon Bizmarka.

## Literatura
- Blumberg, Arnold (1990). A Carefully Planned Accident: the Italian war of 1859. ISBN 9780945636076.